# ساگاوا چیکا

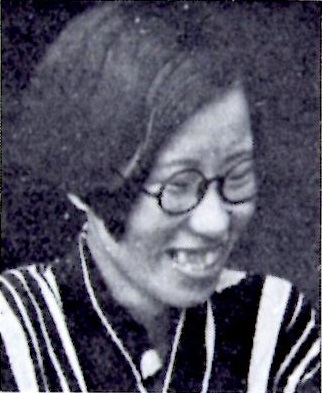
نگاره‌ای از ساگاوا چیکا، شاعر آوانگارد اهل ژاپن

ساگاوا چیکا (به ژاپنی 左川 ちか، ۱۹۱۱–۱۹۳۶) شاعر آوانگارد اهل ژاپن بود.

## زندگی‌نامه
ساگاوا چیکا، نیاکاوازاکی آی، در سال ۱۹۱۱ در یوئیچی، هوکایدو، ژاپن متولد شد. وی تحصیلات خود را برای فعالیت به عنوان یک معلم انگلیسی آغاز کرد، اما در هفده سالگی به توکیو رفت و به برادرش، کاوازاکی نوبورو، که قبلاً در محافل ادبی مستقر بود پیوست. آنها عضو Arukuiyu no kurabu (باشگاه آرکیوئیل) شدند؛ یک گروه ادبی مدرنیست با مرکزیت Katué Kitasono که طرفدار کار او بود.
کاوازاکی تخلص ساگاوا، از شخصیت‌های چپ و به معنی رودخانه (احتمالاً کنایه از کرانه چپ رود سن) را برای خود انتخاب کرد.
اولین اثر منتشر شده او، ترجمه نویسنده مجارستانی فرنس مولنار بود، در حالی که اولین شعر خود او، کنچو (حشرات) در سال بعد منتشر شد. او در ترجمه‌های خود به شاعران جریان اصلی توجه داشت، اما اشعار خودش تحت تأثیر سورئالیسم قرار داشت. منبع دیگری از Aoi Uma (اسب آبی) به عنوان اولین شعر ساگاوا نام می‌برد که در اوت ۱۹۳۰ ظاهر شد.
شعرهای ساگاوا در باشگاه آرکیوئیل مجله مادام بلانشه منتشر شد. او در مجله شی تو شیرون (شعر و شاعرانه) حضور یافت و همچنین در سرمایه‌گذاری انتشاراتی برای شاعران آوانگارد ژاپنی شرکت کرد. ترجمه‌های وی از جیمز جویس، ویرجینیا وولف و دیگر نویسندگان معاصر اروپایی در این مجلات و همچنین بانجی ربیو (مرور ادبی) در این مجلات ظاهر شد.
ساگاوا در سال ۱۹۳۵ به سرطان معده مبتلا شد و در ژانویه ۱۹۳۶ در سن ۲۴ سالگی درگذشت.

## آثار برگزیده
- جیمز جویس، موسیقی مجلسی، ۱۹۳۲، شیینوکیشا – ترجمه ساگاوا چیکا
- به آسمان بزرگ غم‌انگیز. کتابهای ساخته ذهن- ۲۰۰۶- ترجمه انگلیسی از ساواکو ناکایوشا
- مجموعه اشعار چیکا ساگاوا، کاناریوم، ۲۰۱۵- ترجمه انگلیسی از ساواکو ناکایوشا